# آرامگاه براء بن مالک
بقعه براء بن مالک مربوط به دوره صفوی - دوره قاجار است و در شوشتر، خیابان شریعتی غربی، خیابان براءبن مالک واقع شده و این اثر در تاریخ ۱۸ آبان ۱۳۷۸ با شمارهٔ ثبت ۲۴۴۷ به‌عنوان یکی از آثار ملی ایران به ثبت رسیده است. براء بن مالک انصاری از یاران محمد، پیامبر اسلام، و برادر انس بن مالک ابود که در جنگ شوشتر کشته شد.